# Help Me (Nick Carter)
Help Me è un brano musicale interpretato da Nick Carter, pubblicato nel 2002 dall'etichetta discografica Jive Records come singolo di debutto da solista del cantante, tratto dall'album Now or Never.
La canzone ha un sound tipico della città da cui Carter proviene.
Il singolo si è piazzato molto bene nelle classifiche italiane e pare abbia venduto molte copie anche nel Regno Unito.
Ad esso è seguito I Got You, differente da questo per sound e testo: assomiglia più ad una ballata romantica.